# Marcas en el pelaje del caballo

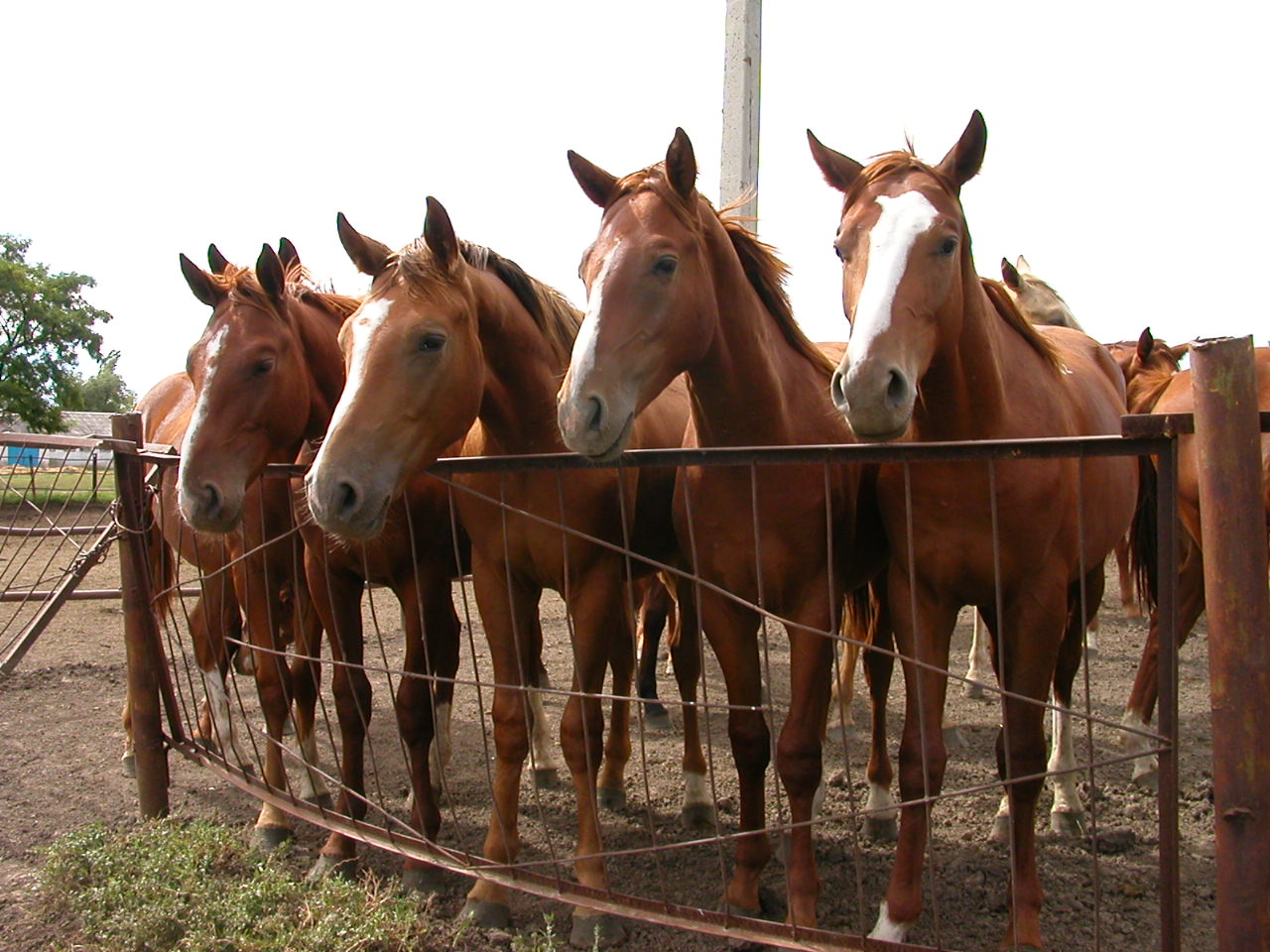
Los cuatro caballos en primer plano son alazanes. La tonalidad de los pelajes es la misma pero las marcas faciales diferentes permiten identificarlos.

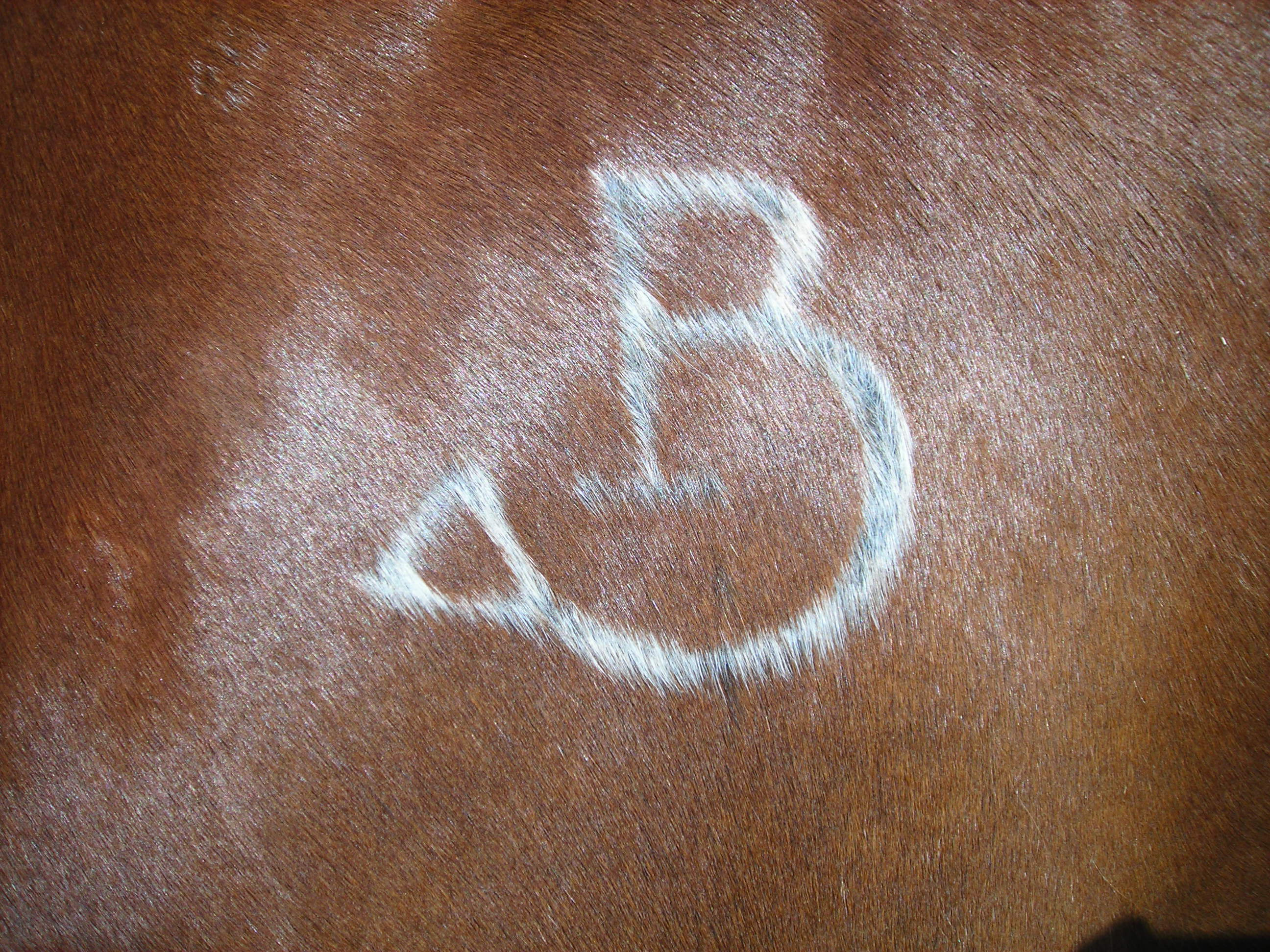
Marca por congelación

Las Marcas en el pelaje del caballo, aunque hay excepciones, y muchas variedades, las "marcas" por lo general son zonas blancas del pelaje sobre una "capa" de color oscuro. La mayoría de los caballos suelen tener más de una marca, que ayudan a identificar al caballo como un individuo único. Las marcas están presentes al nacer y no cambian a lo largo de la vida del caballo. La mayoría de las marcas tienen la piel rosada debajo de los pelos blancos, aunque algunas marcas claras en ocasiones "pueden tener el pelo blanco sin piel rosada subyacente". Las marcas pueden cambiar un poco cuando un caballo crece o al despojarse de su abrigo de invierno, sin embargo la diferencia es simplemente un factor de longitud del "pelo de abrigo", el diseño subyacente no cambia.
En un caballo gris, las marcas visibles al nacer pueden llegar a no ser visibles cuando el caballo se vuelve blanco con la edad, pero las marcas aún se pueden determinar de cerca, cortando el pelo del caballo, y a continuación, mojando el pelo para ver dónde la piel es de color rosa o de color negro bajo el pelo.
Éste es un artículo genérico que contempla también las "marcas no blancas" así como las causadas artificialmente, que no se pueden definir como "despigmentación del pelo y de la piel"

## Marca blanca singular
La  Marca blanca singular  es habitual en caballos con pelajes no manchados en forma de manchas o marcas blancas en la cabeza o los pies que no son producidas por ningún patrón moteado. Estas manchas se llaman marcas blancas singulares. Hay de dos tipos: las marcas faciales y los bausan. Las marcas singulares destacan más sobre los pelajes oscuros pero pueden encontrarse en cualquier pelaje. Al estar formadas por pelos blancos que crecen sobre piel despigmentada, se pueden observar en pelajes casi blancos (crema, perla,...) o blanco-liarts. la piel despigmentada destaca sobre la piel con pigmento, aunque la tonalidad de esta última sea muy clara.

### Marcas faciales

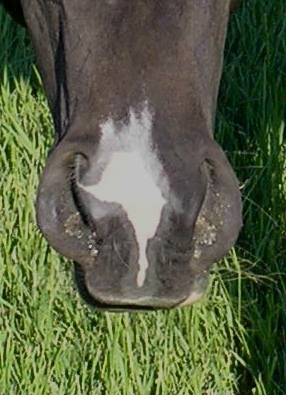
Marca blanca en el hocico de un caballo. Se trata de una marca irregular y bordeada

Las marcas faciales se sitúan en la cara o parte frontal de la cabeza de un caballo. Su correcta descripción debe indicar la forma y la posición de la mancha. Si hay más de una, también hay que indicarlo. Cuando la mancha blanca llega a un ojo o la sobrepasa es fácil que el ojo dicho sea azul (vaire), cosa que no pasa siempre.

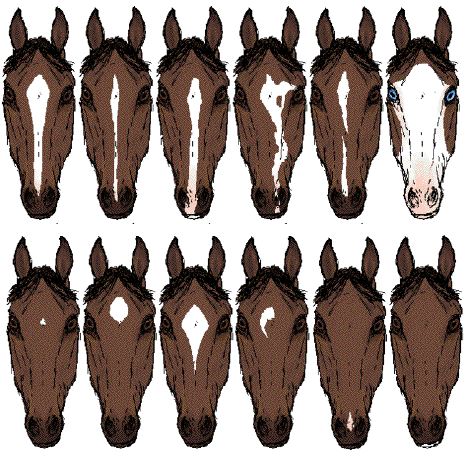
Marcas faciales.
Subir de izquierda a derecha: (Blaze) lista ancha, (Stripe and snip) lista hasta el morro, (Irregular blaze) lista irregular, (Interrupted stripe) lista interrumpida, (bald face) cara blanca.
Abajo: (Faint star) estrella incipiente, (Star) estrella, (Star and strip) estrella y lista, (irregular star) estrella irregular, (snip) marca canosa, (lip marking) labio-blanco

Las marcas faciales típicas son las siguientes:
- Lista ancha: Marca blanca ancha y alargada en toda la cara del caballo, que puede ir desde el frente hasta el morro pasando por la testera.
- Lista: Como la "lista ancha" pero de anchura menor.
- Cara blanca o cara bonita: Como una lista muy amplia que incluye el frente, los ojos, toda la testera y el morro.
- Estrella
- Marca canosa (en inglés "snip")

Otros aspectos de las manchas blancas son:
- Que pueden ser regulares o irregulares
- Que pueden ser blancas del todo, con pelos mezclados en los bordes o con pelos mezclados por toda la mancha
- Que pueden ser bordeadas o no, una mancha es bordeada cuando la zona despigmentada es un poco más pequeña que la mancha y, por contraste, provoca un borde oscuro en la mancha
- Que pueden ser despigmentadas (marcas de carne)

### Marcas blancas en las patas: calzados o bausan

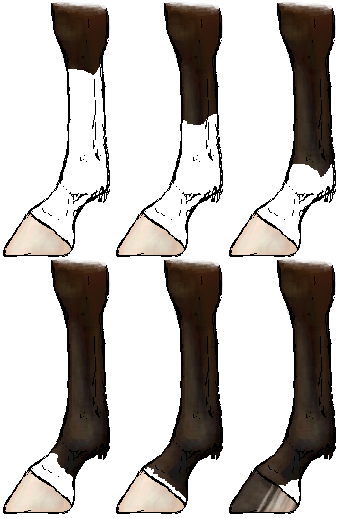
Calzados. Arriba, de izquierda a derecha: calzado de toda la caña, calzado hasta media caña, calzado hasta la menudillo. Abajo: calzado en la cuartilla, corona calzada, calzado parcial en la cuartilla

Los bausan son marcas blancas singulares en las patas de los caballos. Suelen clasificarse en función del punto de la pata más alto donde llega el blanco. En general cuando el blanco es al lado de la pezuña éste es de tonalidad muy clara (pezuña "blanca"). Si la pezuña corresponde a una parte blanca parcial o erminiada puede ser de dos tonalidades diferentes, oscura y clara respectivamente (de acuerdo con la tonalidad de los pelos inmediatos). En ciertos pelajes, especialmente los leopardo, las pezuñas pueden ser con bandas de color verticales oscuras y claras.
Los tipos de bausan son:
- Calzado a la corona, corona calzada (poco blanco)
- Calzado en cuartilla (más blanco que el anterior)
- Calzado hasta la menudilla (más blanco que el anterior)
- Calzado hasta media caña (más blanco que el anterior) ¡ATENCIÓN!: Cuando el blanco de la pata llega a la rodilla o más arriba, se supone que es debido a un patrón moteado
- Calzado que no rodea completamente la pata
- Brazalete, que rodea la pata pero no llega a la corona
- Erminio, total o parcial (mancha oscura en la corona, entre el baus y la pezuña)

Otros términos utilizados para describir las marcas blancas en las patas:
- "Irregular": Una marca dentro de los límites amplios de una altura determinada, pero con los bordes desiguales de manera significativa. Indicado por el punto blanco más alto. A menudo se utiliza para describir ciertos tipos de medias.
- "Parcial": Una marca irregular que sólo se extiende hasta una parte de la pata hasta media altura, a veces con el otro lado de la pata oscuro. Por lo general se utiliza para describir los "calcetines" y otras marcas cortas.
- "Media": las medias blancas que se extienden por encima de la rodilla o del corvejón, algunas veces se extienden hasta el flanco o el abdomen, considerada característica del patrón de color sabino.

## Ejemplos de marca blanca singular

### Marcas faciales

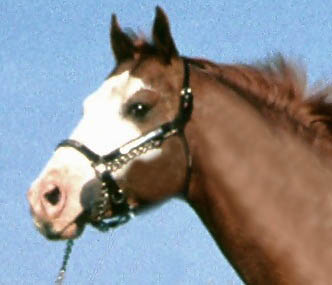
Caballo "baldfaced"
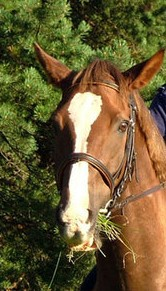
Caballo con una estrella grande
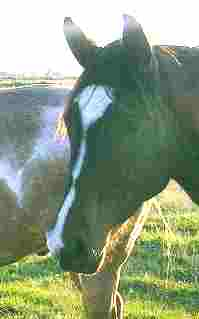
Caballo con una estrella con una raya interrumpida
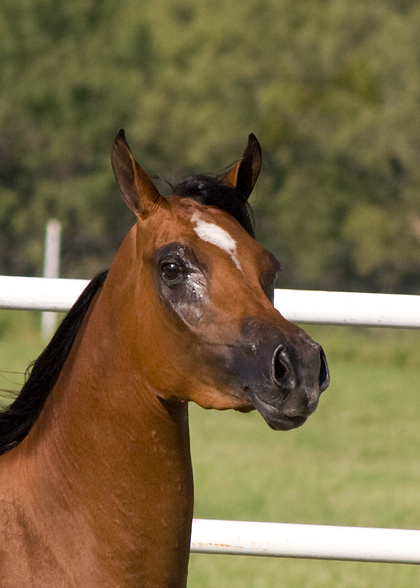
Caballo con un "lucero"

### Marcas en las patas

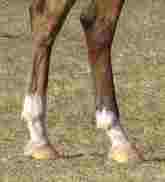
Marca menor que a veces se llama "espolón" o "calcetín", la marca más alta es claramente un calcetín
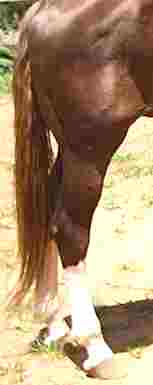
Una "media"
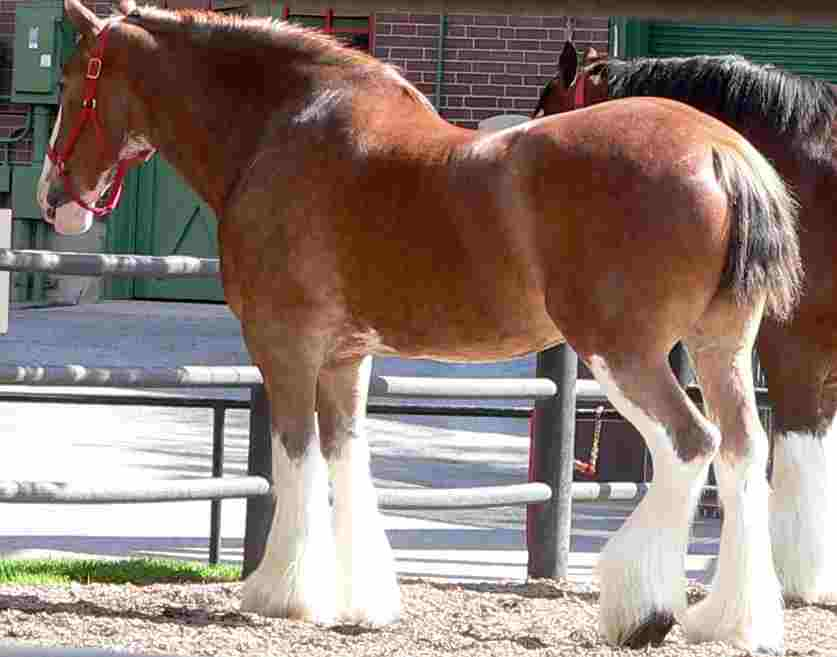
Caballo con "medias blancas" en las cuatro patas

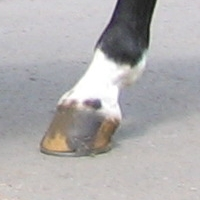
Marcas armiño, encima del casco.

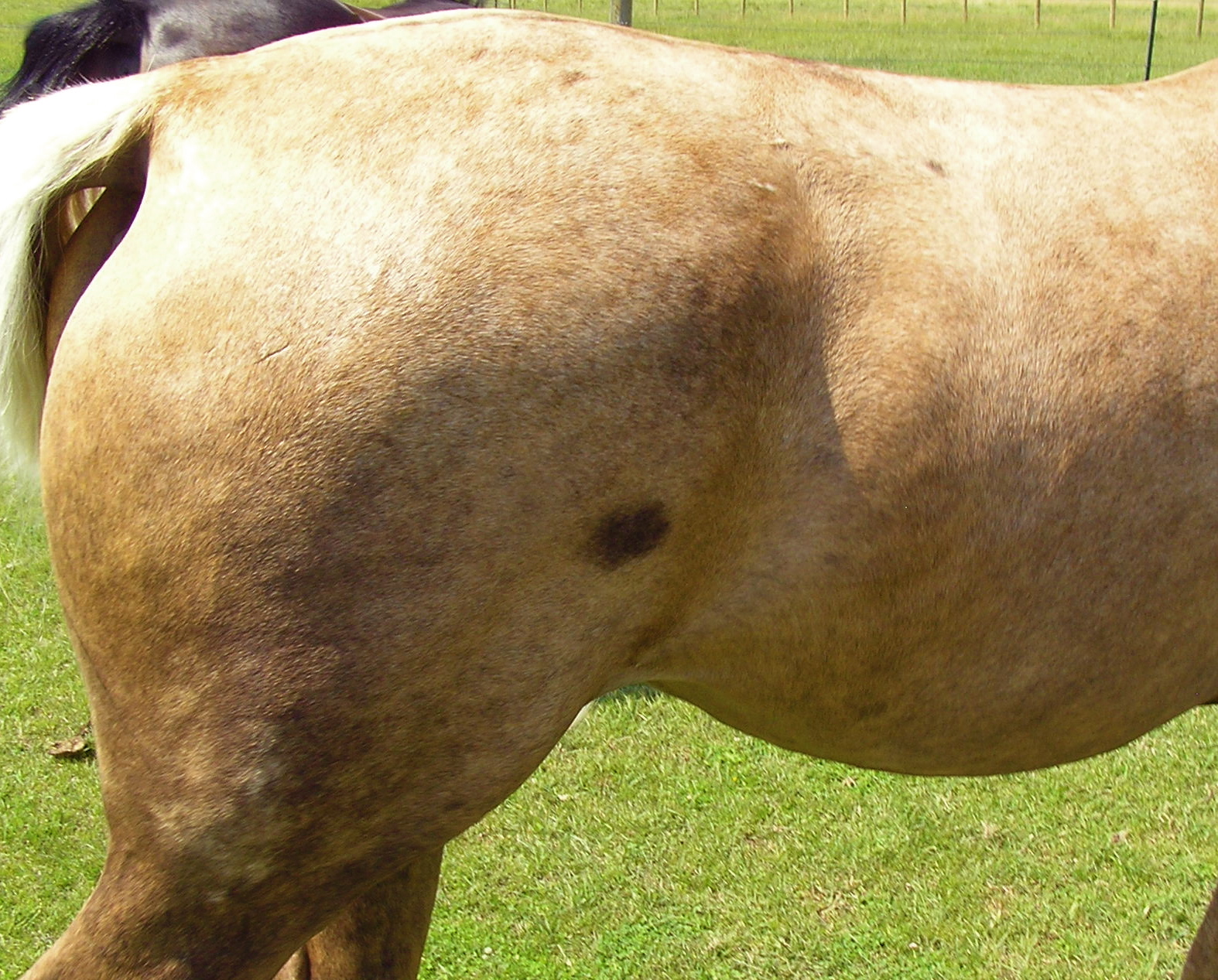
Un Bend-Or Spot

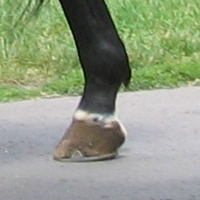
Una marca de "corona"

## Marcas no blancas
- Bend-Or: leve manchado oscuro, generalmente se observa en los caballos con un color de pelaje Castaño o Palomino.

- Marcas de armiño: La aparición de marcas negras sobre blanco, con más frecuencia en las marcas de la pata justo por encima del casco.

- "Medicine hat": un tipo inusual de caballo pinto en que el caballo tiene las orejas de tono oscuro (como un sombrero en la cabeza), pero rodeado de blanco por todos lados (cabeza y cuello).[3]

- Escudo: Un marca pinta oscura en la que el caballo tiene un pecho de color oscuro, rodeado completamente por blanco en los hombros, las patas, el vientre y el cuello. En ocasiones se utiliza para describir el raro ejemplo de un caballo con una cabeza totalmente oscura completamente rodeada de blanco.

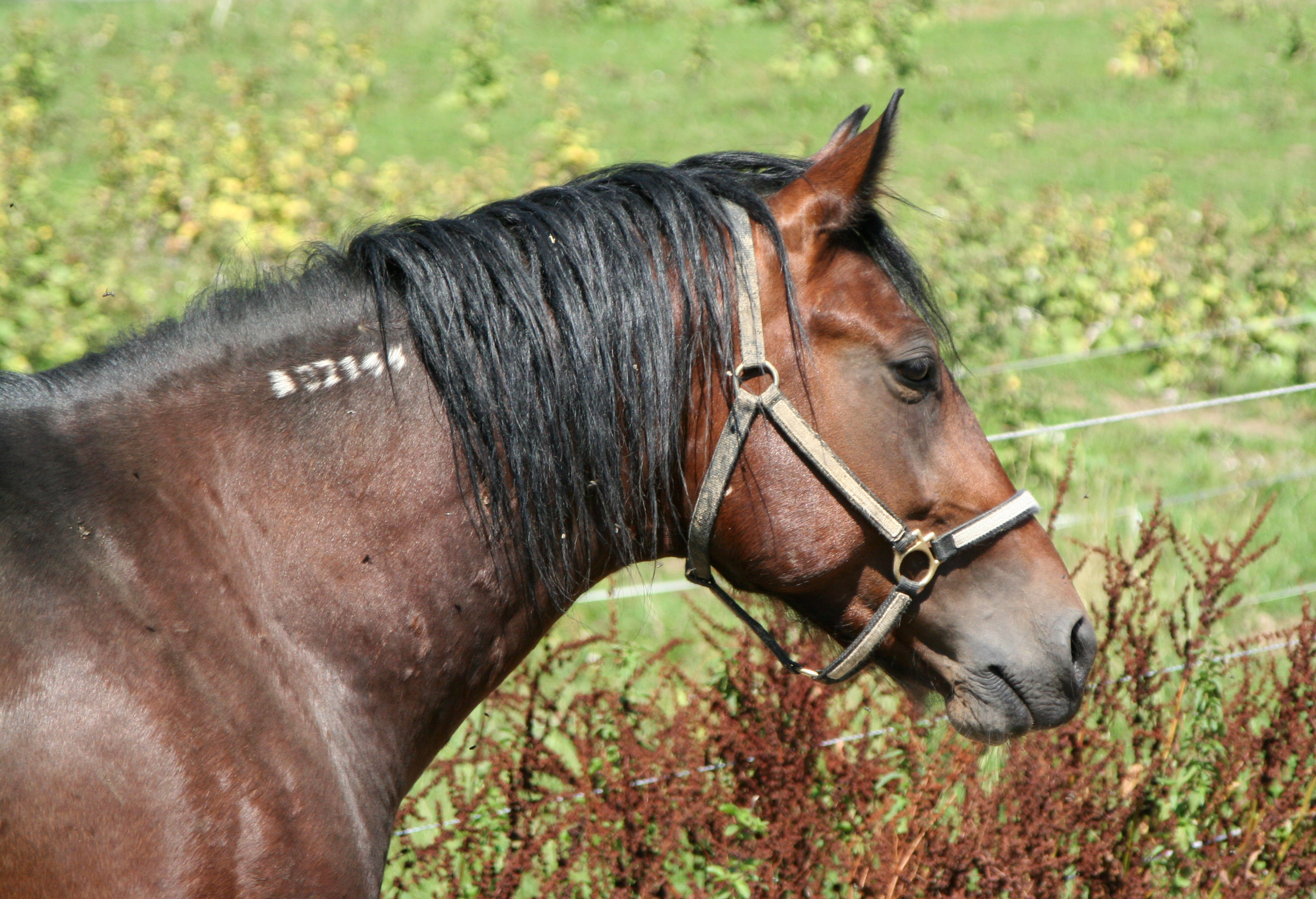
Una mancha blanca en la cresta del cuello de un caballo es una marca creada artificialmente por congelación, una forma de marcado para la identificación llamada "casi sin dolor" para el caballo.

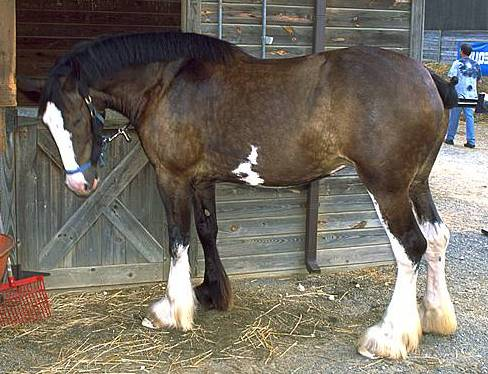
Este caballo tiene un punto en el vientre. También tiene un lucero y tres medias.

## Otros tipos de marcas
Los caballos pueden tener puntos aislados del cuerpo no lo bastante grandes o numerosos para calificarlos como Appaloosa, Pinto o American Paint Horse. Tales marcas, por lo general, son llamadas simplemente "marcas en el cuerpo," a veces identificadas por la localización, es decir, "marcas en la barriga", "marcas en el costado", etc.. Cuando se producen este tipo de marcas aisladas, por lo general son debidas a la acción del gen sabino.
Los caballos pueden desarrollar marcas blancas en las zonas donde se produjo una lesión en el animal, ya sea para cubrir cicatrices de un corte o abrasión, o para reflejar el daño en la piel subyacente o en los nervios. Un tipo común de daño que produce manchas de pelos blancos son las "marcas de silla de montar", que son marcas redondas u ovaladas a ambos lados de la cruz (caballo), producido por un pellizco de la silla de montar al ser usada durante un largo período de tiempo.

## Otras marcas identificativas

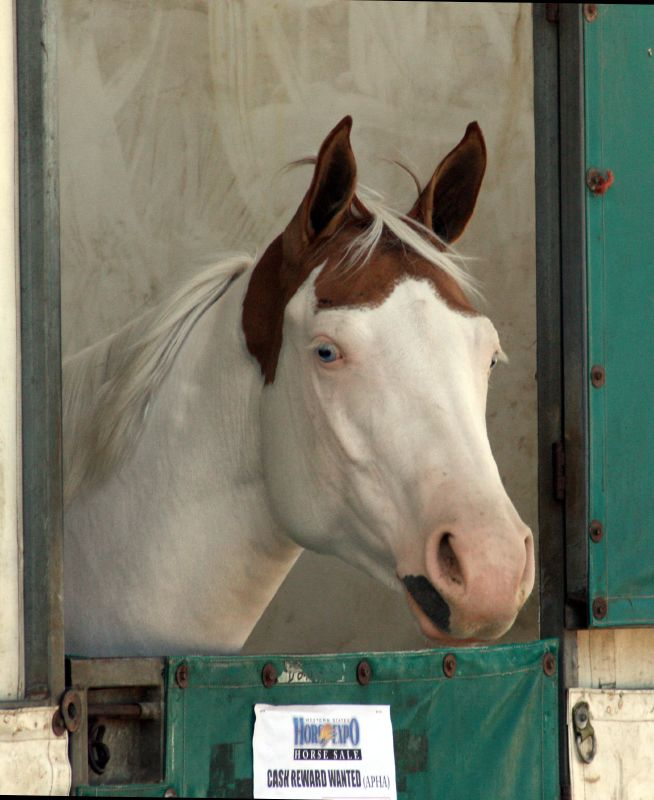
Un tovero con los ojos azules y las marcas de "Medecine hat".

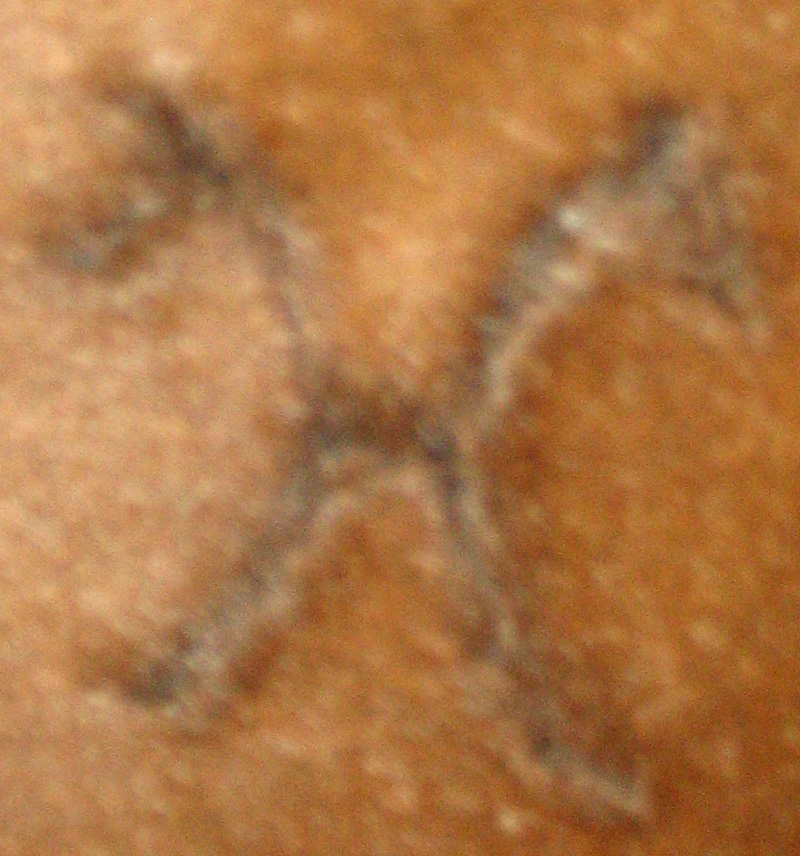
Marca en caliente.

Los caballos pueden ser identificados por algo más que las marcas del pelaje. Algunas otras características físicas que a veces se usan para distinguir un caballo de otro son:
- Remolinos, coloquialmente conocidos como "espirales": parches divergentes o convergentes de pelo que se encuentran en cualquier parte del cuerpo, pero sobre todo en la cabeza, cuello, pecho o vientre.

- Ojos de "Luna", ojos de "China": Un ojo azul. Los caballos con los ojos azules son menos comunes que los caballos con los ojos marrones, pero pueden ver igual de bien.
- Chestnuts: Una zona insensible, como en el interior de la pata del caballo que tiene un patrón sutil, pero único para cada caballo. Se ha propuesto que los Chestnuts se podrían utilizar como una especie de "huella digital" para identificar a un caballo, pero la idea no se ha generalizado en la práctica, probablemente en parte debido a que el Chestnut continuamente crece y se expande, por lo que una medición precisa es un reto.
- "Pulgares Profeta", hoyuelos.

## Nota
- Esta obra contiene una traducción  derivada de «Marca blanca singular (cavall)» de Wikipedia en catalán, publicada por sus editores bajo la Licencia de documentación libre de GNU y la Licencia Creative Commons Atribución-CompartirIgual 4.0 Internacional.

- Datos: Q336547
- Multimedia: Horse coat colors / Q336547